# 印度尼西亞駐斯洛伐克大使館
印度尼西亞駐斯洛伐克大使館（縮寫），是印度尼西亞共和國（印尼）派在中欧国家斯洛伐克共和国的最高外交代表機構。印尼在斯洛伐克于1993年脱离捷克斯洛伐克后随即与之建交，并于两年后在斯洛伐克开设大使馆。现任印尼驻斯洛伐克大使是普里巴迪·苏蒂诺（Pribadi Sutiono），2021年10月由总统佐科·维多多任命。
斯洛伐克方面在印尼的對應代表機構則是斯洛伐克驻印度尼西亚大使馆:3。

## 历史
在斯洛伐克脱离捷克斯洛伐克前，印尼透过其驻布拉格的大使馆维持着与布拉迪斯拉发的关系。1993年1月1日，斯洛伐克与捷克和平分裂，印尼随即与新成立的斯洛伐克共和国建立了邦交，在建交初期，印尼驻捷克布拉格的大使兼辖斯洛伐克。随后斯洛伐克在雅加达开设了大使馆，而印尼政府则基于对等原则于1995年在布拉迪斯拉发开设了驻斯洛伐克大使馆:2，首任印尼大使维多多·沙斯特罗阿米佐约（Andalia Widodo Sastroamidjojo）也在当年到任。印尼由此成为第一个在斯洛伐克开设大使馆的东南亚国家，在越南于2011年7月建立驻斯洛伐克大使馆前，印尼驻斯洛伐克大使馆也是斯洛伐克境内唯一的东南亚国家使领馆。
印度尼西亞駐斯洛伐克大使館之馆舍曾三度更改，在使馆建立之初，馆舍位于布拉迪斯拉发论坛酒店（Hotel Forum）内，1995年12月后迁入安布罗瓦路的馆舍，到1997年4月迁往穆德罗尼欧瓦路，2010年迁入位于布尔诺路31号的新馆舍，并沿用至今。

## 职责
印度尼西亞駐斯洛伐克大使館的主要职责包括履行《維也納外交關係公約》和《维也纳领事关系公约》规定的所有职能，在斯洛伐克代表印尼，保护印尼政府及其公民在斯洛伐克的利益，与斯洛伐克政府就共同关心的问题进行谈判，监测和通报斯洛伐克的政治、经济、社会和文化发展，促进印尼与斯洛伐克在政治、经济、社会和文化领域的友好关系的全面发展。